# Servane Ducorps
 (septembre 2024).
La mise en forme du texte ne suit pas les recommandations de Wikipédia : il faut le « wikifier ».
Les points d'amélioration suivants sont les cas les plus fréquents. Le détail des points à revoir est peut-être précisé sur la page de discussion.
- Les titres sont pré-formatés par le logiciel. Ils ne sont ni en capitales, ni en gras.
- Le texte ne doit pas être écrit en capitales (les noms de famille non plus), ni en gras, ni en italique, ni en « petit »…
- Le gras n'est utilisé que pour surligner le titre de l'article dans l'introduction, une seule fois.
- L'italique est rarement utilisé : mots en langue étrangère, titres d'œuvres, noms de bateaux, etc.
- Les citations ne sont pas en italique mais en corps de texte normal. Elles sont entourées par des guillemets français : « et ».
- Les listes à puces sont à éviter, des paragraphes rédigés étant largement préférés. Les tableaux sont à réserver à la présentation de données structurées (résultats, etc.).
- Les appels de note de bas de page (petits chiffres en exposant, introduits par l'outil «  Source ») sont à placer entre la fin de phrase et le point final[comme ça].
- Les liens internes (vers d'autres articles de Wikipédia) sont à choisir avec parcimonie. Créez des liens vers des articles approfondissant le sujet. Les termes génériques sans rapport avec le sujet sont à éviter, ainsi que les répétitions de liens vers un même terme.
- Les liens externes sont à placer uniquement dans une section « Liens externes », à la fin de l'article. Ces liens sont à choisir avec parcimonie suivant les règles définies. Si un lien sert de source à l'article, son insertion dans le texte est à faire par les notes de bas de page.
- La présentation des références doit suivre les conventions bibliographiques. Il est recommandé d'utiliser les modèles {{Ouvrage}}, {{Chapitre}}, {{Article}}, {{Lien web}} et/ou {{Bibliographie}}. Le mode d'édition visuel peut mettre en forme automatiquement les références.
- Insérer une infobox (cadre d'informations à droite) n'est pas obligatoire pour parachever la mise en page.

Pour une aide détaillée, merci de consulter Aide:Wikification.
Si vous pensez que ces points ont été résolus, vous pouvez retirer ce bandeau et améliorer la mise en forme d'un autre article.
Pour les articles homonymes, voir Ducorps.
Servane Ducorps est une comédienne française.

## Biographie
Servane Ducorps commence sa carrière très jeune. Elle fait partie de l'école, puis du collège des enfants du spectacle pour avoir le temps de participer à des tournages et à des pièces de théâtre et à se consacrer sa pratique du violon. Jeune adulte, elle poursuit sa formation de comédienne à l’Institut Lee Strasberg à New-York, puis revient à Paris. Elle suit les cours de l’École Jacques Lecoq de 1998 à 2000 et intègre le Conservatoire national supérieur d’art dramatique en 2000 jusqu'en 2002. Elle y a comme professeurs Jacques Lecoq, Joël Jouanneau, Muriel Mayette ou encore Norman Taylor et fait des stages avec notamment Jan Lauwers, Joël Pommerat, Simon Abkarian, John Berry.
Elle a joué et collaboré à plusieurs reprises avec Mikaël Serre : Les Brigands de Friedrich Schiller, Les Enfants du soleil de Maxime Gorki, La Mouette d'après Tchekhov, L'enfant froid de Marius von Mayenburg, Oh il me regarde...
Elle joue aussi souvent sous la houlette de Sylvain Creuzevault : Les Frères Karamazov dans le rôle de Grouchenka, Le Grand Inquisiteur, Angelus Novus AntiFaust dans le rôle de Marguerite Martin pour lequel Libération indique : « dès que Servane Ducorps, qui invente et interprète la scientifique Prix Nobel Marguerite Martin, est sur le plateau, le spectacle s'intensifie, palpite, se lave de toute prétention, redevient pur présent, et retrouve du sens ».
Elle collabore également régulièrement avec Simon Stone (La Trilogie de la vengeance et Les Trois Sœurs au Théâtre de l'Odéon) ou encore Vincent Macaigne (Idiot ! Parce que nous aurions dû nous aimer d'après Dostoïevski), Chloé Dabert (Orphelins de Dennis Kelly et Iphigénie de Racine, au Festival d'Avignon).
Elle a également joué au Théâtre du Soleil dans Les Ephémères, mis en scène par Ariane Mnouchkine, et avec Cyril Teste (Electronic City de Falk Richter, Reset et Sun de Cyril Teste), Sanja Mitrovic (Crash Course Chit Chat, Do you still love me? en anglais), Isabelle Lafon (Une Mouette, Les Insoumises), Ludovic Lagarde (Woyzeck et La Mort de Danton de Büchner), Chantal Morel (Les Possédés de Dostoïevski), Nathalie Garraud (Les Européens d'Howard Barker), Yves Beaunesne (Oncle Vania de Tchekhov), Lise Maussion (Jackson Pan), Joséphine De Meaux et Mériam Korichi (Médée d'Euripide, L'échange de Claudel), Julie Beauvais et Steph Kehoe (La bonne âme du Se-Tchouan de Brecht, Brésil, Mongolie).
Au cinéma, elle a travaillé avec Martin Provost, Jeanne Herry, Mathias Gokalp, ou encore Richard Lester.
En 2024, elle incarne Gertrude dans Hamlet mis en scène par Christiane Jatahy au Théâtre de l'Odéon .
En 2025, sa performance dans la pièce Anatomie d'un Suicide aux côtés notamment des actrices Audrey Bonnet et Noémie Gantier est saluée par la critique : « Et puis il y a Bonnie, formidable Servane Ducorps.  » dans Libération, « Christophe Rauck a réuni une troupe de dix comédien(n)es aguerri(e)s, dominée par trois actrices hors norme. [...] Servane Ducorps compose une Bonnie tout en colère et en humanité contenues. » dans Les Échos.

## Théâtre
- 2001 La Noce de Tchekhov, mise en scène Sébastien Eveno, Théâtre du Conservatoire
- 2002 Les Mouettes Rieuses de Trio De Clown, Tournée
- 2002 La Bonne Âme Du Se-Tchouan de Bertold Brecht, Récife, Brésil
- 2003 Médée d'Euripide, mise en scène Joséphine de Meaux, Arcueil, Pau, Tournée Dans Le Vexin
- 2005 L'échange de Paul Claudel, mise en scène Joséphine De Meaux et Mériam Korichi, Théâtre De Rungis, Auxerre
- 2005 Roméo et Juliette, mise en scène Julie Beauvais, Mongolie, Oulan-Bator Et Tournée
- 2004-2005 Oncle Vania de Tchekhov, mise en scène Yves Beaunesne, Théâtre De La Colline et tournée
- 2003-2006 Les Européens d'Howard Barker, mise en scène Nathalie Garraud, Belle De Mai, Marseille, Saint Ouen
- 2006-2007 L'enfant froid de Marius Von Mayenburg, mise en scène Mikaël Serre, Théâtre De La Bastille, Rose Des Vents, Festival Perspectives
- 2006 Oh ! Il me regarde, il m'a sauté Dessus, tu crois qu'il m'aime ? de Mikaël Serre d'après Le Bouc de Rainer Werner Fassbinder, mise en scène Mikaël Serre, Rose Des Vents, Ferme Du Buisson
- 2007 Jackson-Pan de Lise Maussion, mise en scène Lise Maussion, Agit-Act
- 2007-2010 Electronic City de Falk Richter, mise en scène Cyril Teste, TGP, Le Monfort, Ferme Du Buisson, Le Lieu Unique, Ournée...
- 2008-2009 Les Ephémères (Collectif), mise en scène Ariane Mnouchkine, Théâtre Du Soleil, Vincennes/ Armory, New York / Wiener Festwochen, Vienne
- 2009 Idiot ! de Fiodor Dostoïevski, mise en scène Vincent Macaigne, Théâtre De Chaillot, MC2, TNB, Tournée...
- 2010 Les Possédés de Fiodor Dostoïevski, mise en scène Chantal Morel, Théâtre Nanterre-Amandiers
- 2010 Reset de Cyril Teste, mise en scène Cyril Teste, TGP, Tournée
- 2011-2012 La Mouette d'Anton Tchekhov, mise en scène Mikaël Serre, CDN Montreuil, Comédie De Reims, Atp Aix, Montluçon, Rose Des Vents, Tournée
- 2011-2013 Woyzeck - La Mort De Danton - Léonce Et Léna de Georg Buchner, mise en scène Ludovic Lagarde, Comédie De Reims, Théâtre De La Ville, Tournée
- 2012-2015 Crash Course Chit Chat, mise en scène Sanja Mitrovic, Comédie De Reims, Le Maillon Strasbourg, Roumanie, Kaserne De Bâle, Tournée En Belgique Et Aux Pays-Bas
- 2013 La Mouette d'Anton Tchekhov, mise en scène Isabelle Lafon, MC2, Le Quartz... (Reprise)
- 2013 -2015 Orphelins de Dennis Kelly, mise en scène Chloé Dabert (Prix Du Jury Festival Impatiences 2013), CDN Lorient, 104 Festival Impatiences, Le Quartz
- 2015-2016 Do You Still Love Me? (Collectif), mise en scène Sanja Mitrovic, Comédie De Reims, Pays-Bas, Belgique
- 2015 Les Insoumises (Virginia Woolf, Écrits D'art Brut), mise en scène Isabelle Lafon, MC2
- 2014-2015 Les Enfants Du Soleil de Maxime Gorki, mise en scène Mikaël Serre Théâtre Vidy-Lausanne, Le Monfort, La Comédie De Reims, La Rose Des Vents (Villeneuve-d'Ascq)
- 2015 Idiot ! Parce Que Nous Aurions Dû Nous Aimer de Fiodor Dostoïevski, mise en scène Vincent Macaigne, Vidy-Lausanne, Théâtre De La Ville, Théâtre Nanterre-Amandiers
- 2016-2017 Angelus Novus AntiFaust (Collectif), mise en scène Sylvain Creuzevault, Théâtre De La Colline, Tns, Théâtre Garonne, Montpellier Printemps Des Comédiens, rôle de Marguerite Martin
- 2017-2018 Les Trois Sœurs de Simon Stone, mise en scène Simon Stone, Théâtre De L'Odéon, Turin, Le Quai D'angers, TNP Lyon
- 2018 Iphigénie de Racine, mise en scène Chloé Dabert, Cloître Des Carmes, Festival d'Avignon (elle a le rôle de Clytemnestre)[10]
- 2019 La Trilogie de La Vengeance de Simon Stone, mise en scène Simon Stone, Théâtre de l'Odéon
- 2019 Orphelins de Dennis Kelly (reprise), mise en scène Chloé Dabert (Prix Du Jury Festival Impatiences 2013), CND Lorient, 104 Festival Impatiences Comédie de Reims, Le Quartz
- 2019 Les Frères Karamazov , mise en scène Sylvain Creuzevault, Limousin
- 2020 Les Brigands (répétiions), mise en scène Mikaël Serre, À La Mac
- 2021-2022 Les Frères Karamazov d’après Fiodor Dostoïevski, mise en scène Sylvain Creuzevault, Théâtre de l’Union, Centre Dramatique National Du Limousin, Théâtre de l'Odéon et tournée
- 2024 Hamlet de Shakespeare, mise en scène Christiane Jatahy, Théâtre de l'Odéon, 104
- 2025 Anatomie d’un suicide d'Alice Birch, mise en scène Christophe Rauck, Théâtre Nanterre-Amandiers, Théâtre National Populaire

## Filmographie

### Cinéma
- 1989 Le retour des mousquetaires de Richard Lester
- 2007 La Fabrique des sentiments de Jean-Marc Moutout
- 2008 Les Inséparables de Christine Dory - rôle Laure
- 2010 Où va la nuit de Martin Provost - rôle Maina
- 2018 Pupille de Jeanne Herry
- 2019 De son vivant d'Emmanuelle Bercot - l'infirmière
- 2023 Sur un fil / Le rire médecin de Reda Kateb - rôle de Claire

### Télévision
- 1988 Entretemps de José Berzosa
- 1989 Lace de Billy Hale
- 2019 Une belle histoire de Marie-Hélène Copti - rôle Sabrina
- 2019 Paris Police 1900 (Canal+) de Julien Despaux - rôle Eugénie
- 2021 L'établi de Mathias Gokalp - rôle Christine
- 2023 Sur l'autre rive de Cyril Teste - rôle de Nicole